# 존 라이트풋

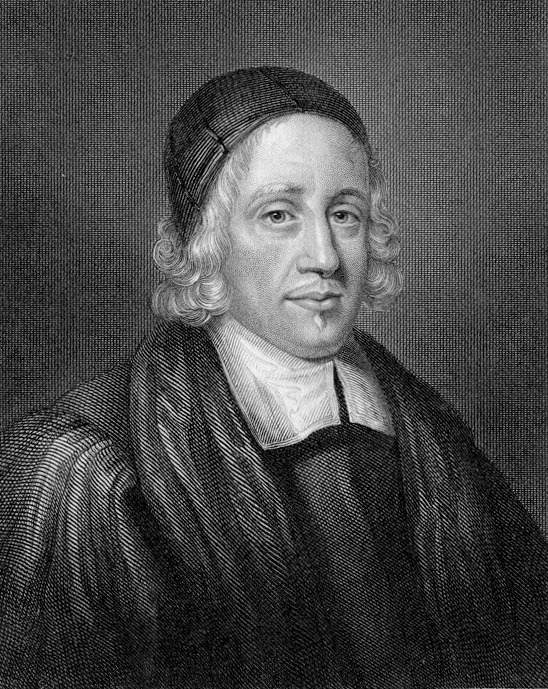
존 라이트풋

존 라이트풋(영어: John Lightfoot, 1602년 3월 29일 - 1675년 12월 6일)은 히브리어학자이며 청교도이다. 부모인 토머스 라이트풋과 엘리자베스 배그놀에게서 태어났다. 1617년에 케임브리지 대학교 크라이스트 학부에 입학하여 고대 언어 특히 히브리어와 웅변술에서 뛰어난 명성을 누렸다.
미망인인 조이스 콥우드와 결혼하여 2명의 딸을 낳고, 총 5명의 자녀를 키웠다.
1643년에 웨스트민스터 총회에 참석하여 교회와 정부에 대한 열띤 토론을 하였으며, 그는 에라스투스주의를 주장하였다. 자신을 온건파 장로회주의로 생각하여, 독립파에 대해 열렬히 반대하였다. 그는 회의에 대해서 기록한 미뉴트를 작성하여 지금까지 보존되어 역사연구에 많은 보탬이 되었다.
1652년에 케임브리지 대학교의 부총장으로 임명되었다.
1661년에는 사보이 신앙고백에 참석하여 장로교 정치를 주장하였다.

## 에라스투스주의를 지지한 이유
라이트풋은 웨스트민스터총회에 있었던 참가자들의 언행에 대하여 기록에 자세하게 남겼다. 그는 총회 회원들의 죄의 목록을 나열 하였는 데, 예배의 경시, 총회 회의 불참, 조기 퇴장, 총회 기도회에 불참, 몇몇 사람은 많이 의견을 말하고, 어떤 사람은 거의 말을 하지 않는 일, 부적절한 언행, 회의 중 화를 냄, 당파를 지음, 중요한 일에 조사를 경시함등이다. 그는 또한 군대에서의 죄도 열거하였는 데, 욕하기, 게임하기, 술마시기, 훈련부족등이다. 그것은 의회가 이러한 죄들을 감독하지 못한 책임으로 돌렸다. 즉, 국가에서 만일 감독을 제대로 하지 않는다면, 교회나 군대가 무법상태로 될 것이라는 그의 성찰의 결과인 것이다.

## 창조에 대한 견해
그는 창세기의 창조 날자에 대해, 하루 24시간이 아닌 36시간이라는 견해를 가졌다. 이것은 웨스트민스터 총회에서 하루 24시간이라는 의견이 만장일치였다는 의견과 맞지 않다는 반증이 된다.